# Alexandre Bartelle

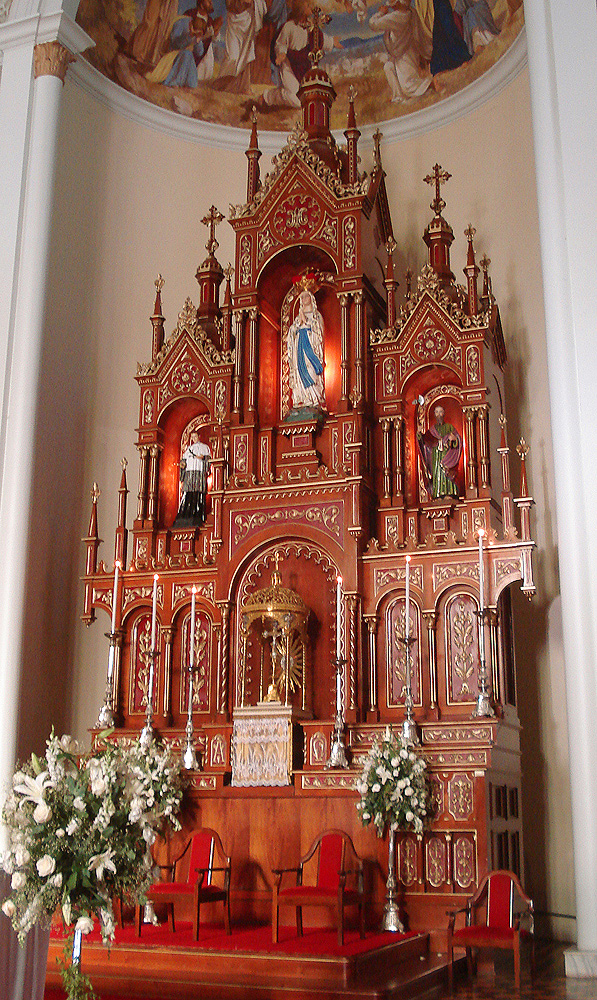
Altar da Igreja de Nossa Senhora de Lourdes.

Alexandre Bartelle foi um escultor, entalhador e decorador brasileiro.
Às vezes seu sobrenome é grafado Bertelli ou Bartelli. Nasceu em Caxias do Sul, filho do imigrante italiano Vittorio Bartelle, natural de Feltre. Em 1918 fundou uma marcenaria em Nova Vicenza, hoje Farroupilha, que produzia móveis, esquadrias e trabalhos de madeira em geral, mas tornou-se afamado na região colonial do Rio Grande do Sul pelos seus altares finamente entalhados, com detalhes dourados, realizados em estilos diversificados ou em combinações ecléticas. Também produzia outros elementos decorativos em madeira. Em 1949 a publicidade da sua oficina divulgava a produção de "altares de todos os estilos, púlpitos, confessionários, bancos, balaustradas, nichos, portas e móveis para todos os gostos".
Deixou obras de grande porte na Matriz de Farroupilha, na Igreja da Santa Cruz em Nova Milano, na Igreja do Cristo Rei em Marau e na Igreja de Nossa Senhora de Lourdes em Caxias do Sul, e colaborou na construção do altar-mor da Catedral de Caxias. Sua produção se espalhou por várias outras cidades, ornando igrejas e pequenas capelas. Também deixou algumas esculturas, destacando-se anjos e a imagem do Sagrado Coração de Jesus na Matriz de Farroupilha, com 1,7 metro de altura.
Foi muito louvado em um grande álbum comemorativo dos 50 anos da imigração italiana, publicado em 1925 pelo Governo do Estado e o Consulado da Itália. Em 1937 seu estabelecimento comercial foi qualificado pelo jornal A Federação como um dos mais importantes de Farroupilha, e foi destacado como o principal em seu gênero no estado no álbum comemorativo dos 75 anos da imigração, publicado em 1950.
Faleceu antes de 1967. Foi casado com Rosa Micheli, deixando dez filhos, entre eles o padre Plínio Bartelle, ativo em várias paróquias e primeiro diretor da Faculdade de Filosofia de Caxias do Sul. Em 1980 a Câmara de Vereadores de Farroupilha batizou uma rua com seu nome. Em 1999 o jornal O Farroupilha o incluiu na lista das 50 personalidades farroupilhenses mais relevantes do século.